# Ladies and Gentlemen We Are Floating in Space
Ladies and Gentlemen We Are Floating in Space ist das dritte Studioalbum der britischen Rockband Spiritualized. Es wurde zwischen 1995 und 1997 aufgenommen und im Juni 1997 veröffentlicht. Der Albumtitel bezieht sich auf den philosophischen Roman Sophies Welt von Jostein Gaarder. Das aufwendig produzierte Album vereint Elemente aus Space Rock, Psychedelia, Dream Pop, Gospel, Shoegazing, Blues, Rock ’n’ Roll, Free Jazz, Soul, Noise und Ambient.
Die CD-Erstauflage von Ladies and Gentlemen We Are Floating in Space wurde in einer Box ausgeliefert, die wie eine Blisterverpackung gestaltet war: Die CD war wie Arzneimittel in eine Folienverpackung eingeschweißt und musste durch eine Aluminiumfolie aus der Packung gedrückt werden, dazu gehörte eine Dosierungsanleitung und Packungsbeilage mit Hinweisen auf Nebenwirkungen.

## Titelliste
Alle Songs stammen aus der Feder von Frontmann Jason Pierce alias J Spaceman.
Seite 1
1. Ladies and Gentlemen We Are Floating in Space – 3:40
2. Come Together – 4:40
3. I Think I’m in Love – 8:09
4. All of My Thoughts – 4:36

Seite 2
1. Stay with Me – 5:08
2. Electricity – 3:46
3. Home of the Brave – 2:22
4. The Individual – 4:15

Seite 3
1. Broken Heart – 6:38
2. No God Only Religion – 4:21
3. Cool Waves – 5:05

Seite 4
1. Cop Shoot Cop… – 17:13

Ursprünglich sollte der Titelsong mit den Lyrics und der Melodie von Can’t Help Falling in Love (geschrieben von George David Weiss, Hugo Peretti & Luigi Creatore für Elvis Presley) erscheinen, wobei es jedoch Urheberrechtsprobleme gab, sodass das Album zunächst mit einem alternativen Text und veränderter Melodie für den Titelsong veröffentlicht wurde. Live benutzte die Band weiterhin die Presley-Version. Erst 2009 wurde die Urheberrechtsproblematik geklärt und auf der Neuauflage die ursprüngliche Version (jetzt als Ladies and Gentlemen We Are Floating in Space (I Can’t Help Falling in Love)) veröffentlicht.

## Rezeption
Das Album erhielt durchwegs positive Kritiken und gilt als Höhepunkt der Band. Auch kommerziell war es sehr erfolgreich (vgl. Abschnitt Charts).
Pitchfork Media gab der Collector’s Edition des Albums die Höchstwertung mit 10 von 10 Punkten und listet das Album auf Rang 55 der 100 Besten Alben der 1990er.
Der New Musical Express gab dem Album 9 von 10 Punkten und kürte Ladies and Gentlemen... zum Album des Jahres 1997 noch vor OK Computer von Radiohead und Urban Hymns von The Verve. Zudem wurde es von dem Magazin auf Platz 156 der 500 besten Alben aller Zeiten gewählt. In der Jahresliste des Melody Maker belegt es Platz 5 und in der von Select Platz 2.
Die Musikzeitschrift Rolling Stone wählte das Album auf Platz 13 der 40 besten Stoner Alben.

„Spiritualized machen Musik von beispiellos dichter Atmosphäre und Schönheit, eine kraftvolle Kombination dröhnender
Gitarrenriffs mit souligen Bläsern, symphonischen Passagen und hymnischen Chören. Blues trifft auf klassische
Avantgarde, Free Jazz auf Velvet Underground. Das ergibt Fusionen von unerwarteter Explosivität mit einlullender
Beruhigungskraft. Spiritualized spielen trance-induzierende Narco-Psychedelia, deren Texte kein Geheimnis aus Pierces
Vorliebe für controlled substances machen.“

## Charts
Das Album hielt sich insgesamt 15 Wochen in den britischen Top 75 Albumcharts mit der Spitzenposition 4 gleich in der ersten Woche.
Als Singles wurden Electricity (UK #32), I Think I’m in Love (UK #27) und Come Together ausgekoppelt.

## Besetzung
Bandmitglieder

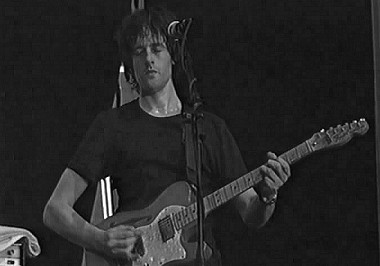
Frontmann Jason Pierce (1998)

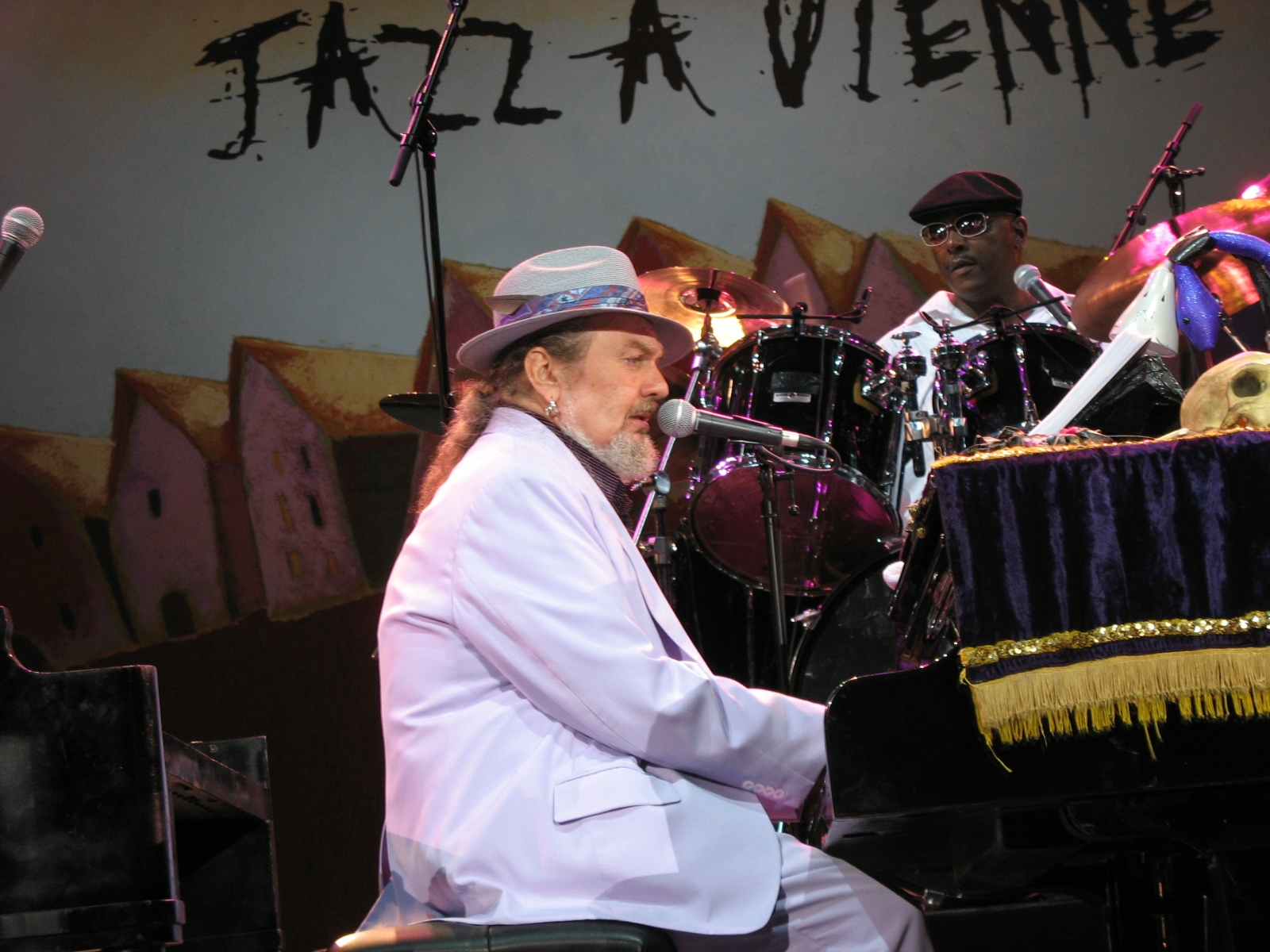
Dr. John ist Gastmusiker auf dem Song Cop Shoot Cop... (Foto 2006)

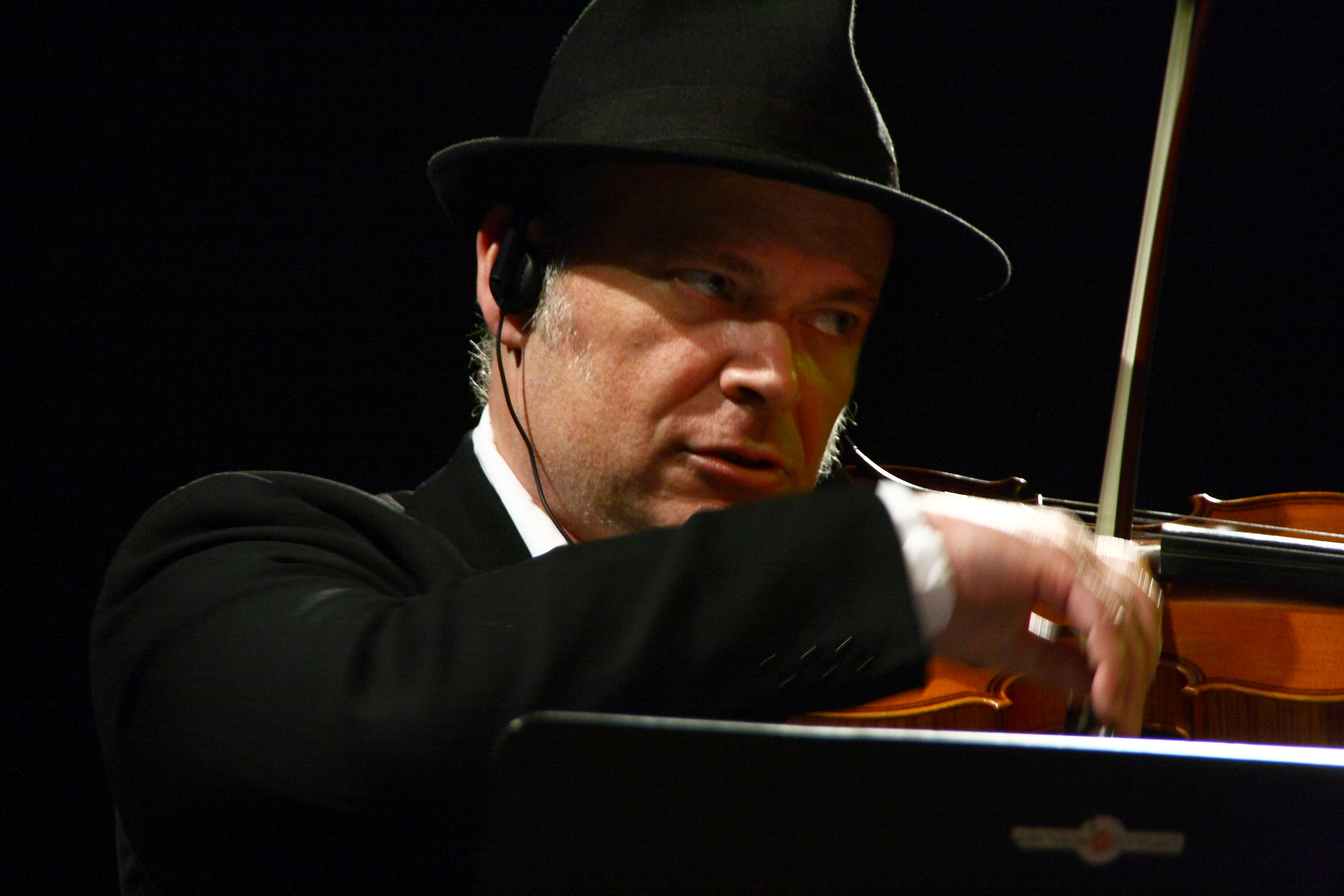
Gastmusiker Alexander Bălănescu (2013)

- Jason Pierce – Gesang, Gitarre, Hackbrett, Piano und Fender Rhodes, Autoharp
- Kate Radley – Piano, Elektronische Orgel (Farfisa und Vox Continental), Synthesizer
- Sean Cook – Bass, Mundharmonika
- Damon Reece – Schlagzeug, Perkussion, Timbales, Glocken, Pauke

zusätzliche Musiker
- John Coxon – Gitarre, Synthesizer, Melodica
- BJ Cole – Gitarre
- Tim Jones – Horn
- Andy Davis – Hammond-Orgel
- Terry Edwards – Tenorsaxophon
- Tim Sanders – Tenorsaxophon
- Simon Clarke – Flöte, Baritonsaxophon
- Neil Sidwell – Trombone
- Roddy Lorimer – Trompete, Flügelhorn
- Andrea Ross – Akkordeon
- Sophie Harris – Cello
- Kathy Burgess – Bratsche
- Alexander Bălănescu – Violine
- Edmund Coxon – Violine
- Clare Connors – Violine
- Dr. John – Piano, Gesang

Chor
- London Community Gospel Choir

Arrangements
- Basil Hughes, Jason Pierce – Chor
- Edmund Coxon, Jason Pierce, Simon Clarke, Tim Sanders – Hörner
- Clare Connors, Jason Pierce – Streicher